# 871 TCN
871 TCN là một năm trong lịch La Mã.